# Campeonato Europeo de Waterpolo Masculino de 2014
El XXXI Campeonato Europeo de Waterpolo Masculino se celebró en Budapest (Hungría) entre el 14 y el 27 de julio de 2014 bajo la organización de la Liga Europea de Natación (LEN) y la Federación Húngara de Natación. Paralelamente se celebró el XV Campeonato Europeo de Waterpolo Femenino.
Los partidos se realizaron en el Centro Nacional de Natación Alfréd Hajós de la capital húngara. Compitieron en el evento 12 selecciones nacionales afiliadas a la LEN por el título europeo, cuyo anterior portador era la selección de Serbia, ganadora del Europeo de 2012.
El equipo de Serbia conquistó el título europeo al vencer en la final al equipo de Hungría con un marcador de 7-12. El conjunto de Italia ganó la medalla de bronce en el partido por el tercer puesto contra el equipo de Montenegro.

## Grupos
| Grupo A    | Grupo B  |
| ---------- | -------- |
| Montenegro | Hungría  |
| Italia     | Serbia   |
| Grecia     | Croacia  |
| Rumanía    | España   |
| Rusia      | Alemania |
| Georgia    | Francia  |

## Primera fase
- Todos los partidos en la hora local de Budapest (UTC+2).

El primer equipo de cada grupo pasa directamente a los cuartos de final. Los equipos clasificados en segundo y tercer puesto tienen que disputar primero la clasificación a cuartos. Los equipos restantes juegan entre sí por los puestos 8 a 12.

### Grupo A
| Equipo     | J | G | E | P | GF | GC | DG  | PTS |
| ---------- | - | - | - | - | -- | -- | --- | --- |
| Montenegro | 5 | 4 | 1 | 0 | 62 | 29 | +33 | 13  |
| Italia     | 5 | 3 | 2 | 0 | 52 | 30 | +22 | 11  |
| Grecia     | 5 | 3 | 1 | 1 | 52 | 41 | +11 | 10  |
| Rumanía    | 5 | 2 | 0 | 3 | 46 | 43 | -3  | 6   |
| Rusia      | 5 | 1 | 0 | 4 | 43 | 63 | -20 | 3   |
| Georgia    | 5 | 0 | 0 | 5 | 31 | 74 | -43 | 0   |

- Resultados

| Fecha | Hora  | Partido    | Partido | Partido    | Resultado |
| ----- | ----- | ---------- | ------- | ---------- | --------- |
| 14.07 | 13:00 | Rumanía    | -       | Georgia    | 11-6      |
| 14.07 | 16:00 | Montenegro | -       | Grecia     | 11-6      |
| 14.07 | 19:00 | Italia     | -       | Rusia      | 13-6      |
| 15.07 | 11:30 | Georgia    | -       | Grecia     | 6-15      |
| 15.07 | 14:30 | Rusia      | -       | Montenegro | 7-15      |
| 15.07 | 16:00 | Rumanía    | -       | Italia     | 4-9       |
| 17.07 | 11:30 | Italia     | -       | Georgia    | 15-5      |
| 17.07 | 16:00 | Grecia     | -       | Rusia      | 12-6      |
| 17.07 | 19:00 | Montenegro | -       | Rumanía    | 13-8      |
| 19.07 | 13:00 | Georgia    | -       | Rusia      | 12-15     |
| 19.07 | 14:30 | Rumanía    | -       | Grecia     | 9-10      |
| 19.07 | 19:00 | Italia     | -       | Montenegro | 6-6       |
| 21.07 | 11:30 | Montenegro | -       | Georgia    | 17-2      |
| 21.07 | 13:00 | Rusia      | -       | Rumanía    | 8-11      |
| 21.07 | 19:00 | Grecia     | -       | Italia     | 9-9       |

### Grupo B
| Equipo   | J | G | E | P | GF | GC | DG  | PTS |
| -------- | - | - | - | - | -- | -- | --- | --- |
| Hungría  | 5 | 5 | 0 | 0 | 55 | 36 | +19 | 15  |
| Serbia   | 5 | 3 | 1 | 1 | 50 | 34 | +16 | 10  |
| Croacia  | 5 | 2 | 2 | 1 | 46 | 39 | +7  | 8   |
| España   | 5 | 2 | 1 | 2 | 47 | 41 | +6  | 7   |
| Francia  | 5 | 1 | 0 | 4 | 36 | 62 | -26 | 3   |
| Alemania | 5 | 0 | 0 | 5 | 35 | 57 | -22 | 0   |

- Resultados

| Fecha | Hora  | Partido  | Partido | Partido  | Resultado |
| ----- | ----- | -------- | ------- | -------- | --------- |
| 14.07 | 11:30 | Croacia  | -       | Alemania | 10-5      |
| 14.07 | 14:30 | Francia  | -       | Serbia   | 5-16      |
| 14.07 | 20:45 | España   | -       | Hungría  | 9-12      |
| 15.07 | 13:00 | Alemania | -       | Serbia   | 7-12      |
| 15.07 | 19:00 | Croacia  | -       | España   | 8-8       |
| 15.07 | 20:30 | Hungría  | -       | Francia  | 12-7      |
| 17.07 | 13:00 | Francia  | -       | Croacia  | 11-14     |
| 17.07 | 14:30 | España   | -       | Alemania | 11-8      |
| 17.07 | 20:30 | Serbia   | -       | Hungría  | 6-8       |
| 19.07 | 11:30 | España   | -       | Francia  | 13-5      |
| 19.07 | 16:00 | Croacia  | -       | Serbia   | 8-8       |
| 19.07 | 20:30 | Alemania | -       | Hungría  | 8-16      |
| 21.07 | 14:30 | Francia  | -       | Alemania | 8-7       |
| 21.07 | 16:00 | Serbia   | -       | España   | 8-6       |
| 21.07 | 20:30 | Hungría  | -       | Croacia  | 7-6       |

## Fase final
- Todos los partidos en la hora local de Budapest (UTC+2).

### Partidos de clasificación
- Puestos 7.º a 12.º

| Fecha | Hora  | Partido | Partido | Partido  | Resultado |
| ----- | ----- | ------- | ------- | -------- | --------- |
| 23.07 | 16:00 | Rusia   | -       | Alemania | 8-9       |
| 23.07 | 17:30 | Georgia | -       | Francia  | 6-10      |

- Puestos 7.º a 10.º

| Fecha | Hora  | Partido  | Partido | Partido | Resultado |
| ----- | ----- | -------- | ------- | ------- | --------- |
| 25.07 | 14:30 | Alemania | -       | España  | 8-16      |
| 27.07 | 16:00 | Francia  | -       | Rumanía | 8-15      |

- Undécimo lugar

| Fecha | Hora  | Partido | Partido | Partido | Resultado |
| ----- | ----- | ------- | ------- | ------- | --------- |
| 25.07 | 17:30 | Rusia   | -       | Georgia | 9-8       |

- Noveno lugar

| Fecha | Hora  | Partido  | Partido | Partido | Resultado |
| ----- | ----- | -------- | ------- | ------- | --------- |
| 26.07 | 10:30 | Alemania | -       | Francia | 14-13     |

- Séptimo lugar

| Fecha | Hora  | Partido | Partido | Partido | Resultado |
| ----- | ----- | ------- | ------- | ------- | --------- |
| 26.07 | 12:00 | España  | -       | Rumanía | 8-7       |

### Cuartos de final
| Fecha | Hora  | Partido | Partido | Partido | Resultado |
| ----- | ----- | ------- | ------- | ------- | --------- |
| 23.07 | 19:00 | Italia  | -       | Croacia | 8-7       |
| 23.07 | 20:30 | Grecia  | -       | Serbia  | 9-13      |

### Semifinales
| Fecha | Hora  | Partido | Partido | Partido    | Resultado |
| ----- | ----- | ------- | ------- | ---------- | --------- |
| 25.07 | 19:00 | Italia  | -       | Hungría    | 7-8       |
| 25.07 | 20:30 | Serbia  | -       | Montenegro | 10-9      |

### Quinto lugar
| Fecha | Hora  | Partido | Partido | Partido | Resultado |
| ----- | ----- | ------- | ------- | ------- | --------- |
| 26.07 | 13:30 | Croacia | -       | Grecia  | 11-7      |

### Tercer lugar
| Fecha | Hora  | Partido | Partido | Partido    | Resultado |
| ----- | ----- | ------- | ------- | ---------- | --------- |
| 26.07 | 18:30 | Italia  | -       | Montenegro | 11-9      |

### Final
| Fecha | Hora  | Partido | Partido | Partido | Resultado |
| ----- | ----- | ------- | ------- | ------- | --------- |
| 26.07 | 20:30 | Hungría | -       | Serbia  | 7-12      |

## Medallero
| Serbia | Hungría | Italia |
| Milan Aleksić Miloš Ćuk Filip Filipović Živko Gocić Dušan Mandić Branislav Mitrović Stefan Mitrović Slobodan Nikić Duško Pijetlović Gojko Pijetlović Andrija Prlainović Nikola Rađen Goran Rađenović | Ádám Decker Attila Decker Balázs Erdélyi Miklós Gór-Nagy Balázs Hárai Norbert Hosnyánszky Norbert Madaras Viktor Nagy Márton Szivós Márton Tóth Márton Vámos Dániel Varga Dénes Varga | Matteo Aicardi Fabio Baraldi Marco Del Lungo Andrea Di Fulvio Niccolò Figari Pietro Figlioli Andrea Fondelli Valentino Gallo Massimo Giacoppo Alex Giorgetti Stefano Luongo Stefano Tempesti Alessandro Velotto |
| Dejan Savić (seleccionador) | Tibor Benedek (seleccionador) | Alessandro Campagna (seleccionador) |

Fuente:  (enlace roto disponible en Internet Archive; véase el historial, la primera versión y la última).

## Estadísticas

### Clasificación general
| 1. Serbia     |
| 2. Hungría    |
| 3. Italia     |
| 4. Montenegro |
| 5. Croacia    |
| 6. Grecia     |
| 7. España     |
| 8. Rumanía    |
| 9. Alemania   |
| 10. Francia   |
| 11. Rusia     |
| 12. Georgia   |

### Máximos goleadores
| N.º | Nombre               | Selección  | Goles | Tiros | %      | Partidos jugados |
| --- | -------------------- | ---------- | ----- | ----- | ------ | ---------------- |
| 1   | Albert Español       | España     | 24    | 51    | 47,1 % | 7                |
| 2   | Mickaël Bodegas      | Francia    | 20    | 38    | 52,6 % | 8                |
| 2   | Konstantin Stepaniuk | Rusia      | 20    | 38    | 52,6 % | 7                |
| 4   | Aleksandar Ivović    | Montenegro | 19    | 40    | 47,5 % | 7                |
| 4   | Filip Filipović      | Serbia     | 19    | 41    | 46,3 % | 8                |
| 6   | Tiberiu Negrean      | Rumanía    | 18    | 41    | 43,9 % | 7                |
| 7   | Heiko Nossek         | Alemania   | 17    | 43    | 39,5 % | 8                |
| 7   | Alex Giorgetti       | Italia     | 17    | 44    | 38,6 % | 8                |
| 9   | Ioannis Funtulis     | Grecia     | 16    | 37    | 43,2 % | 7                |
| 10  | Mlađan Janović       | Montenegro | 15    | 37    | 40,5 % | 7                |

Fuente: 